# Templo Expiatorio del Sagrado Corazón de Jesús (Zamora de Hidalgo)
El Templo Expiatorio del Sagrado Corazón de Jesús es una iglesia histórica ubicada en la ciudad mexicana de Zamora de Hidalgo en el estado de Michoacán de Ocampo. El recinto presenta el estilo neogótico y fue construido a finales del siglo XIX. El inmueble se localiza en la actual Avenida Morelos Sur. Forma parte del patrimonio arquitectónico dentro del Centro histórico de Zamora de Hidalgo. El recinto pertenece al culto católico y como su nombre lo indica está dedicado a la advocación del Sagrado Corazón de Jesús como una Iglesia del Sagrado Corazón, en el concepto de templo de expiación.

## Historia

### Antecedentes
El Templo expiatorio de Zamora Michoacán es uno de los templos en el concepto «Expiatorio» que se construyeron en México a finales del siglo XIX y principios del siglo XX. Además de que comparte características similares con esos templos contemporáneos, como lo es su influencia arquitectónica con la que fueron construidos. Ejemplo de ello es el Templo Expiatorio del Santísimo Sacramento de Guadalajara, comenzado en 1897, en estilo neogótico italiano y diseñado por el arquitecto italiano Adamo Boari. También el Templo Expiatorio del Sagrado Corazón de Jesús de León, de estilo neogótico afrancesado, comenzado en 1921.  
El impulso a la adoración del Sagrado Corazón de Jesús estuvo vinculado con ciertos santos franceses, en especial con Margarita María de Alacoque, quien se hizo famosa por sus revelaciones donde Cristo le exhortaba a iniciar y extender por el mundo el culto a su corazón. La Compañía de Jesús fue importante para expansión, pero no fue hasta 1856 que bajo el pontificado de Pío IX la devoción del Sagrado Corazón se hizo universal.
A finales del siglo XIX, la cercana relación entre la Iglesia y la burguesía local permitieron un flujo de apoyos financieros que permitieron iniciar la edificación de diferentes recintos religiosos en la ciudad de Zamora entre 1880 y 1900, entre ellos el Santuario Guadalupano y, precisamente, el Templo Expiatorio.

### Construcción
El templo fue diseñado por Juan Zaragoza, el cual contemplaba originalmente la construcción de dos torres; no obstante, una modificación al proyecto lo dejó con una sola torre central.Esta modificación se la disputan Juan Segura y José Dolores Sánchez.
Su construcción dio inicio el 12 de octubre de 1982, estando el presbítero Faustino Murguía a cargo de la obra material. En ese entonces, el obispo de la diócesis de Zamora era José María Cázares y Martínez. 
En 1902, la construcción del templo fue apoyado por un cuarto de herencia de Juan Nepomuceno Dávalos. Del mismo modo, la Oficina de Haceduría de la catedral, contribuyó con 50 pesos desde el 3 de octubre de 1904 hasta el mes de abril de 1909.
En 1922 al templo se le otorgó el título de «Expiatorio Diocesano» por el obispo Mons. Manuel Fulcheri y Pietrasanta.[cita requerida]
Debido al conflicto entre la Iglesia y el Estado que se gestaba en esos momentos, el 31 de julio de 1926 el templo fue entregado a una comisión formada por ciudadanos; y el 10 de octubre de 1928 los miembros de las juntas vecinas responsables del culto católico concedieron todos los templos a un grupo de cinco miembros elegidos por la presidencia municipal, quienes estarían a cargo de ellos. No fue hasta 1933 que se reanudaron las obras.
Entre 1946 y 1947 se completaron las cubiertas de las dos naves faltantes; la nave norte ya había sido concluida hace tiempo, por lo que era la que se encontraba en uso. La construcción de estas dos cubiertas se dio poco después de la muerte del Murguía, quien había sido remplazado por el capellán de la iglesia, Jorge Vázquez Cornejo. El altar, el trono y el manifestador fueron planificados con la ayuda del ingeniero José Luis Amezcua, quien en 1951 examinó la estabilidad de las bóvedas. En 1957 se empezaron a pedir donativos para la elaboración de un altar mayor de mármol y para la colocación de ventanales. Por ello, también se abrió una cripta en 1959.
Para 1962 las bóvedas previamente estudiadas por Amezcua ya habían sido reforzadas, a la par que los trabajos de recubrimiento de cantera en el interior del templo habían comenzado, junto con la construcción de los altares; no fue hasta 1975 que todo ello quedaría terminado.
La elaboración de los vitrales comenzaría un año después, en 1976 y concluiría en 1982. Siguiendo una idea del padre Jorge Vázquez, fueron diseñados por el sacerdote Mario Amezcua Barrera y confeccionados por el vidriero Víctor Franco.
De los veinticuatro vitrales, diez de ellos muestran a ángeles músicos, mientras que los otros catorce se reparten en dos series. La primera de ellas está conformada por los «vitrales proféticos», que se dividen en dos temas salvíficos:
- la venida de Cristo, donde se representan a Juan, Moisés, Isaías y Ezequiel, siendo los cuatro primeros a la izquierda;
- y la muerte de Cristo, donde se representan a Oseas, Zacarías, Daniel y Jonás, siendo los cuatro primeros a la derecha.

La otra serie está conformada por los «vitrales del Nuevo Testamento», donde se representan el Nacimiento, La Multiplicación de los Panes, la Resurrección, la Crucifixión, el Antiguo y el Nuevo Testamento y la Última Cena, siendo el quinto de la izquierda el primero; los demás van rodeando el altar en el mismo orden de presentación.

## Descripción arquitectónica

### Estilo arquitectónico
Es Templo Expiatorio es un testimonio de la arquitectura neogótica que se conserva en Zamora de Hidalgo junto a los templos de San Juan Diego y el Santuario Guadalupano. El estilo neogótico prosperó en la arquitectura religiosa a finales del siglo XIX. En México, el estilo solo se desarrolló en algunas ciudades principalmente las que presentaban auge urbano durante la época del Porfiriato, en donde se implementaron modas e influencias urbanas internacionales.

### Descripción arquitectónica
El recinto es de medianas dimensiones, presenta planta basilical, y una fachada tripartita con una torre. Está construido con la característica piedra de cantera rojiza extraída de la región, así como de ladrillo en algunos de sus muros. El templo se localiza sobre la Avenida Morelos Sur, entre las calles Av. Colón y Av. Juárez, a tres cuadras de la plaza principal de la ciudad. 

#### El exterior
Su fachada está compuesta por dos niveles, en el primero se ubican tres puertas de acceso conformadas por altos arcos ojivales, enmarcadas en su parte superior por un gablete con fronda, que a su vez presenta en su interior un trifolio tallado en relieve, donde cada uno de sus anillos presenta un hexafolio adornado. El acceso central está ligeramente desempotrado de la fachada respeto a sus lados laterales. Alternando cada puerta de acceso se ubican pilastras con capitel corintio que abren espacio para nichos enmarcados con arcos ojivales y con gablete, los cuales actualmente no resguardan esculturas. Finalmente, todo el primer nivel se encuentra rematado por una balaustrada.
El segundo nivel de la fachada solo está compuesto en su parte central por lo que es el cuerpo de la torre del campanario del edificio, ahí se ubica una amplia ventana de arco ojival (actualmente tapiada con muro de piedra), que serviría para iluminar el interior de la nave principal. Está rematada por un chapitel con revestimiento de cobre, sobre el que descansa una cruz.
A las laterales del recinto los muros se presentan sin revestimiento, mostrando el ladrillo con que está construido. Ahí se localizan alternadas por contrafuertes en forma de pilastras adosadas, ventanas ojivales que iluminan el interior. En la parte superior de las naves laterales se localizan arbotantes que sostienen los contrafuertes de la nave central. Sobre el crucero de la nave central se levanta una aguja rematada por una cruz.

#### El interior
Su interior presenta tres naves cubiertas con bóvedas de crucería. En la nave central se levantan pilares con arcos ojivales y sobre ellos se abren vitrales. En los muros de las naves laterales se ubican asimismo ventanales ojivales. En la nave central el altar mayor que es de diseño neogótico y en color blanco, presenta en su centro un esbelto baldaquín para la colocación de la custodia; en su base, el altar es alternado de cada lado por una serie de seis nichos con arcos ojivales donde se ubican esculturas de santos en color negro. 